# Tram-treno

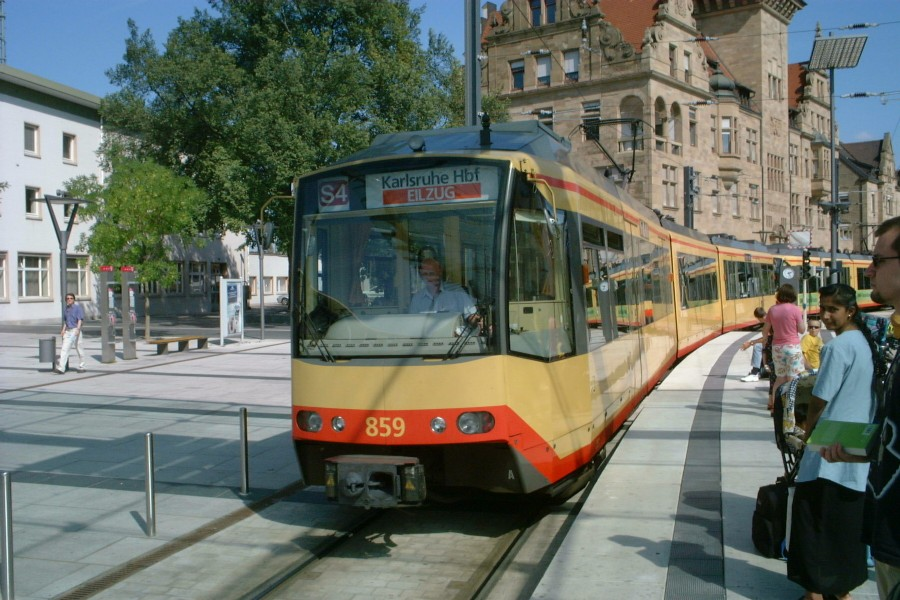
Tram-treno a Karlsruhe

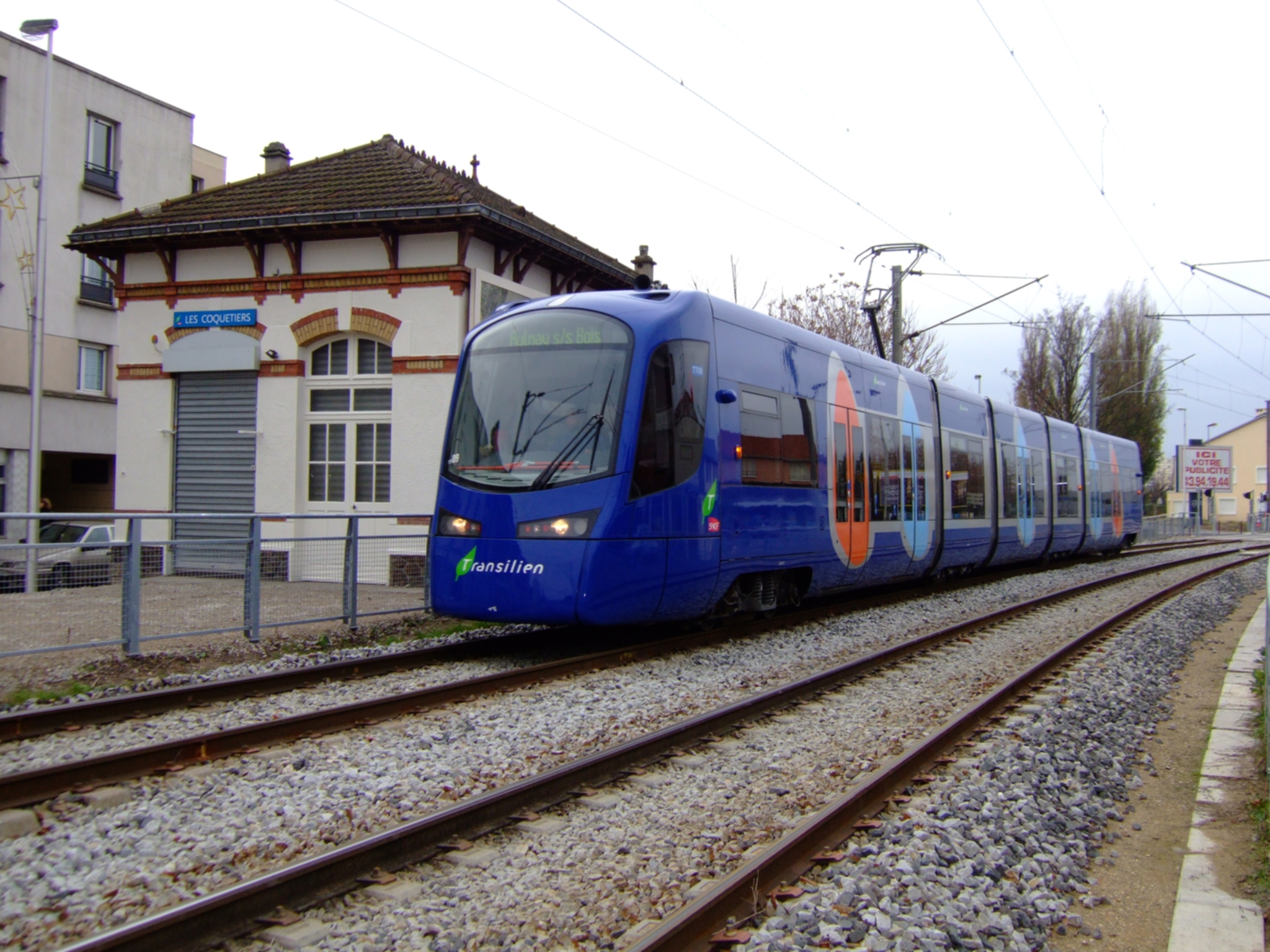
Tram-treno parigino

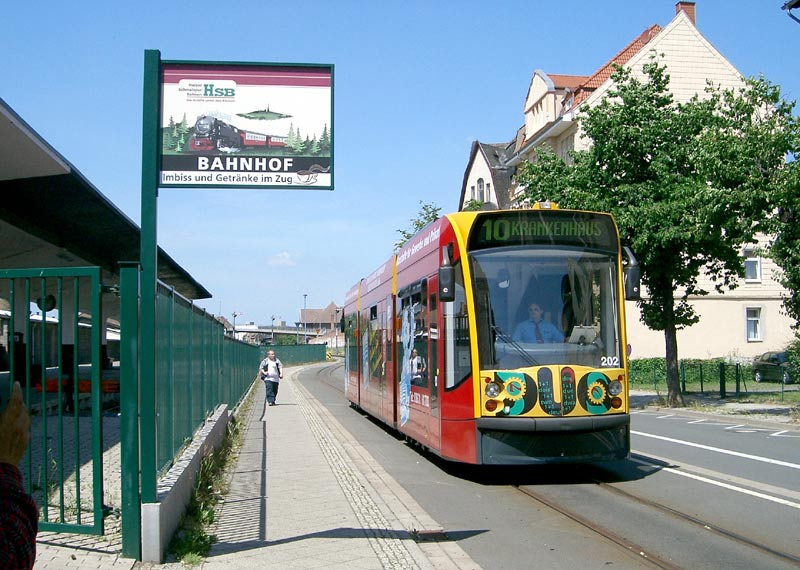
Nordhausen. ‘DUO’ Combino sul tracciato che collega la tranvia urbana, dove è alimentato elettricamente con presa aerea, e la ferrovia rurale HSB (Harzer Schmalspurbahn), dove è alimentato da un motore diesel situato a bordo.

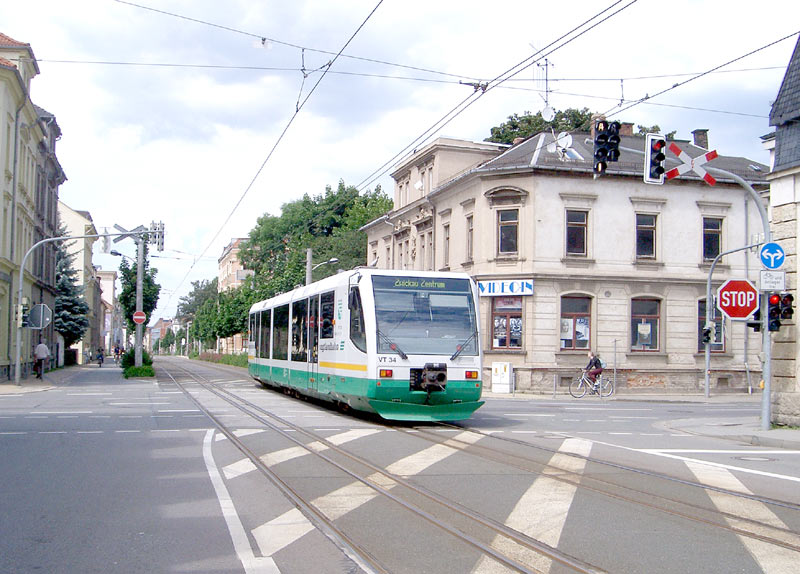
Il Modello Zwickau ha tram-treni leggeri che percorrono le strade urbane. Dato che i tram hanno scartamento ridotto, e i treni hanno scartamento standard, i tratti condivisi sono a doppio scartamento, con una rotaia condivisa e una utilizzata solo da un tipo di veicolo.

Il tram-treno è un sistema di trasporto pubblico effettuato con veicoli tranviari i quali percorrono anche i percorsi ferroviari locali (grazie ad accorgimenti tecnologici) per ottenere maggiore flessibilità e convenienza adattando la velocità al tipo di percorso.
Differiscono da essi i treno-tram che sono invece sistemi di trasporto pubblico effettuato con veicoli ferroviari i quali percorrono anche i percorsi tranviari cittadini (grazie ad accorgimenti tecnologici).
Sono sistemi tram-treno impropri quei sistemi che utilizzano la tratta ferroviaria in modo esclusivo (cioè circolano solo i veicoli della rete tram-treno) o in modalità time-sharing (a determinate ore circolano veicoli ferroviari in altre veicoli tranviari).
Il vantaggio rispetto ai sistemi che prevedono la separazione tra tram e treno consiste nel fatto che i passeggeri che provengono dal di fuori di una città non devono effettuare il trasbordo da treno a tram o viceversa. Alcuni passeggeri tuttavia non gradiscono la sostituzione di treni regolari con tram-treno, che non hanno ovviamente a bordo alcuni comfort come ad esempio le toilettes.
La prima esperienza europea moderna, il modello Karlsruhe, reinserì il concetto in Germania, e da allora è stato adottato anche a Kassel (RegioTram) e Saarbrücken (Saarbahn), in Germania, e sul RijnGouweLijn nei Paesi Bassi.
Gran parte dei tram-treno sono a scartamento standard, che facilita la condivisione dei binari con i treni, che presentano lo stesso scartamento; fa eccezione il sistema di Nordhausen, in cui sia i tram che i treni sono a scartamento ridotto. In alcuni casi, come in quello citato di Zwickau, si può ricorrere all'uso del doppio scartamento.

## Vantaggi
- Riutilizza corridoi ferrotranviari esistenti riducendo la necessità di grossi investimenti
- Riduce le rotture di carico (cioè i trasbordi e i cambi mezzo) riducendo i tempi di viaggio
- Innalza la velocità commerciale mantenendo la capillarità dell'offerta di servizio.
- Riduce i costi di gestione.

## Tecnologia
All'inizio del XX secolo i percorsi dei treni e tram a vapore viaggiavano spesso sulle strade ordinarie promiscuamente con le linee automobilistiche interurbane; in seguito all'aumento del traffico, gli alti tassi di incidenti resero impraticabile la condivisione delle sedi. La differenza tra i tram-treno moderni e le vecchie ferro-tranvie interurbane è che i tram-treno sono costruiti in modo tale che sul percorso ferroviario siano gestiti dai sistemi di segnalamento ferroviari. I sistemi di Karlsruhe e Saarbrücken utilizzano un segnalamento automatico di protezione chiamato Punktförmige Zugbeeinflussung (PZB) o "Indusi", in modo tale che se il conducente passa con un segnale di divieto, entrano in funzione i freni di emergenza.
I tram-treno spesso hanno equipaggiamento doppio per provvedere alle necessità rispettivamente dei treni e dei tram, come il supporto per le alte tensioni e i dispositivi di sicurezza come i freni di emergenza.
I tram-treno sono rotabili duali cioè possono funzionare (grazie ad apparecchiature di commutazione) sia in modalità ferroviaria (3 kV in corrente continua in Italia, 15/25 kV in corrente alternata nel resto dell'Europa) sia in modalità tranviaria (generalmente 600/750 V cc).

## Problematiche generali del sistema
Di massima i problemi da affrontare per l'implementazione di un sistema Tram-treno sono quelli insiti nella stessa differenza tecnica e concettuale dei due sistemi:
- differente profilo della rotaia tranviaria rispetto a quella ferroviaria, in particolare al riguardo della conicità del profilo superiore;
- differenza di alimentazione elettrica, essendo impensabile l'uso delle elevate tensioni di linea (3000 V, c.c; 15 kV o 25 kV c.a) o di terza rotaia in area urbana;
- differente sistema di circolazione tra tranvia urbana, (marcia a vista), e ferrovia, (segnalamento ferroviario), che richiede l'installazione a bordo dei rotabili di apparecchiature complesse e personale di guida più specializzato e multiabilitato.

## Costruttori
I modelli di tram progettati per svolgere le funzioni di tram-treno sono:
- Flexity Link, della Bombardier
- Flexity Swift, della Bombardier-Adtranz
- Siemens S70, della Siemens
- Stadler Citylink, della Stadler
- Regio-Citadis, della Alstom

## Sistemi esistenti
- Karlsruhe, Germania (rete tranviaria) - 750 V CC/15 kV CA
- Nordhausen, Germania (rete tranviaria) - 600 V CC - motore diesel a bordo
- Tranvia River (New Jersey, USA) - motore diesel a bordo
- Chemnitz (rete tranviaria), Germania - 600/750 V CC - motore diesel a bordo
- Saarbahn a Saarbrücken, Germania
- Zwickau, Germania (rete tranviaria) - motore diesel a bordo (i treni diesel della metropolitana leggera RegioSprinter operano anche sulle tranvie urbane come TrainTrams)
- Parigi, Francia (Linea T4)
- L'Aia, Paesi Bassi (RandstadRail)
- Kassel, Germania (rete tranviaria)
  - 600 V CC / 15 kV AC
  - 600 V CC - motore diesel a bordo
- Kyoto, Giappone (linea Keihan Keishin) - 1500 V CC
- Fukui, Giappone (linea Fukutetsu Fukubu) - 1500 V CC

### Tram-treni in Europa
La nuova filosofia progettuale del tram-treno si sta affermando soprattutto nell'area centro europea; sviluppata soprattutto da Alstom con la messa in produzione delle serie Coradia , Metropolis e Alstom Citadis, quest'ultimo in uso a Kassel e all'Aia. Sostanzialmente si tratta di tecnologie tranviarie che ne permettono l'utilizzo sia su tranvie che su ferrovie; è interessante soprattutto la versione Dualis che è in grado di marciare sotto una linea elettrica a 25 kV su percorsi ferroviari e a 750 volt su percorsi tranviari. Sono inoltre attrezzati di apparecchiature di ripetizione segnali ed ERTMS.
La rete di Karlsruhe, che ha fatto scuola, ha avuto origine dall'interconnessione di una rete tranviaria preesistente con la rete ferroviaria nazionale estendendosi successivamente fino a raggiungere le città di Baden Baden e Heilbronn. Giunto quivi il tram-treno esce dalla ferrovia comportandosi come un normale tram urbano. In seguito si sono aggiunte le esperienze di Kassel e Nordhausen (con tram diesel-elettrici). È in corso di costruzione la rete di interconnessione tra L'Aia e Rotterdam.
A Cagliari, sulla linea 2 di MetroCagliari, nel primo tratto della linea Monserrato-Isili dell'ARST, sino a Settimo San Pietro, è attivo l'unico sistema tram-treno d'Italia. I convogli ferroviari e tranviari percorrono la stessa linea in modo alternato e indipendente, tramite un sistema di sicurezza dedicato.
A Saarbrücken i treni e i tram invece circolano in modo promiscuo.
A Mulhouse è implementata una soluzione similare.
A Zwickau invece è avvenuto l'inverso prolungando il servizio dei treni sui binari tranviari urbani con l'uso di nuove automotrici diesel-elettriche adeguate alle norme del Codice Stradale.
Ad Alicante è attiva dal 2007 una rete di tram-treni.
A Roma, è attiva la Roma-Giardinetti, futura linea G della Metropolitana di Roma.